# كمال حسين (سياسي)
كمال حسين (20 أبريل 1937)، محامٍ وسياسي، ويُعتبر أحد الآباء المؤسسين لدولة بنغلاديش. كما يُعرف باسم «أبو الدستور البنغلاديشي» ويُنظر إليه باعتباره أيقونةً للديمقراطية العلمانية في شبه القارة الهندية. في الوقت الحالي، يرأس حسين شركة محاماة خاصة به في دكا، ويشغل منصب رئيس حزب منتدى غانو السياسي، وهو منظّم اجتماعات في تحالف جبهة جاتيا أويكيا. ويُعدّ حسين شخصية بارزة في الحركة الديمقراطية في بنغلاديش.
درس حسين في جامعة نوتر دام في الولايات المتحدة وفي جامعة أكسفورد في المملكة المتحدة. ودُعي للانضمام إلى نقابة المحامين في إنجلترا وويلز في جمعية لنكولن إن في العام 1959. التحق حسين بالمحكمة العليا في باكستان الشرقية للعمل كمحامٍ. في بداية مسيرته المهنية، عمل على قضايا مع محامين باكستانيين بارزين، كان منهم رئيس الوزراء السابق حسين شهيد سهروردي. وغالبًا ما عمل حسين في قضايا الأشخاص المفقودين في عهد النظام العسكري للرئيس محمد أيوب خان. بين الأعوام 1961 و1968، درّس حسين القانون في جامعة دكا. عمل حسين محاميًا لرابطة عوامي وزعيمها مجيب الرحمن خلال قضية مؤامرة أغارتالا. انتُخب حسين نائبًا لرئيس مجلس نقابة المحامين الباكستانيين في العام 1970 قبل انقسام باكستان. في العام 1971، عمل ضمن فريق التفاوض في رابطة عوامي لنقل السلطة بعد الانتخابات العامة التي عُقدت في العام 1970. سُجن حسين في باكستان الغربية مع مجيب الرحمن خلال حرب الاستقلال البنغلاديشية التي أصبحت على إثرها باكستان الشرقية، بنغلاديش.
عمِل حسين في أول حكومة في بنغلاديش بعد الاستقلال من العام 1972 حتى 1975 وزيرًا للشؤون القانونية ورئيسًا للجنة الصياغة في الجمعية التأسيسية. قاد حسين جهود إعداد دستور بنغلاديش للعام 1972. في ظلّ قيادة حسين للجنة الصياغة، أصبحت بنغلاديش أول دولة علمانية بموجب الدستور في جنوب آسيا. ثم شغل حسين منصب وزير الخارجية، وقاد بنغلاديش للانضمام إلى الأمم المتحدة في العام 1974. خلال عمله وزيرًا للطاقة، وضع حسين فيما بعد قانون البترول البنغلاديشي في حيز التنفيذ. اقتُفيت خطى الإصلاحات القانونية التي قادها حسين في بلدانٍ مثل الهند والصين، بما في ذلك التعديل الدستوري الثاني والأربعين في الهند، وأثناء الإصلاح الاقتصادي الصيني لا سيما في قانون الطاقة. ألغيت بعض إصلاحات حسين في بنغلاديش في عهد النظام الديكتاتوري العسكري للرئيس ضياء الرحمن في العام 1977. وفي العام 2010، أعادت المحكمة العليا التأكيد على علمانية الدولة في دستور بنغلاديش.
نجا حسين من الانقلاب العسكري في بنغلاديش في العام 1975 أثناء جولة له في يوغوسلافيا. وفي أواخر السبعينيات، استقرّ في جامعة أكسفورد وعمل زميلًا باحثًا زائرًا. في العام 1981، خاض الانتخابات الرئاسية مرشحًا عن المعارضة ضد الرئيس عبد الستار. اختلف حسين مع رئيسة رابطة عوامي شيخة حسينة واجد خلال التسعينيات، وشكّل حزب منتدى غونو (منتدى الشعب). كثيرًا ما عمل حسين مع الأمم المتحدة ورابطة الشعوب البريطانية. كما رُشّح لمنصب الأمين العام للأمم المتحدة.
وصفه الصحفي ميزان الرحمن خان بأنه «ضمير الأمة»، وفي العام 1981 شبّهته صحيفة نيويورك تايمز بالسياسي الأمريكي أدلاي ستيفنسون الثاني. يُعدّ حسين محاميًا رائدًا في ميادين حقوق الإنسان، وقانون الطاقة، وقانون الشركات، والتحكيم الدولي. عمل حسين في محكمة المطالبات بين إيران والولايات المتحدة والمقرر الخاص للأمم المتحدة في أفغانستان. وحسين عضوٌ في المحاكم التي تبتّ في النزاعات البحرية بين ماليزيا، وسنغافورة، وغيانا، وسورينام. وعمل عضوًا لفترتين في لجنة التعويضات التابعة للأمم المتحدة. وحُسين نائب سابق لرئيس رابطة القانون الدولي، والرئيس السابق لنقابة المحامين في المحكمة العليا في بنغلاديش؛ ورئيس مجلس إدارة الصندوق البنغلاديشي للمساعدة القانونية والخدمات، ومعهد جنوب آسيا للدراسات العليا القانونية وحقوق الإنسان.

## سنواته المبكرة
تنتمي عائلة حسين إلى إحدى عائلات النخبة زميندار في مقاطعة شايست أباد في مديرية باريسال. تزعم الأسرة أنها من سلالة الإمام علي، الخليفة الرابع للإسلام. وكان جد حسين لأبيه، سيد سادات حسين، صهرَ مير معظّم حسين ناواب (والي) شايست آباد. كانت منطقة شايست آباد موطنًا للعديد من عائلة زميندار البنغاليين. كان والد حسين، أحمد، طبيبًا مسلمًا بنغاليًا وحاصلًا على بكالوريوس الطب والجراحة في كلكتا، فيما كان يُعرف باسم حُكم البنغال، في الهند البريطانية. كان جد حسين من أقارب حسين شهيد سهروردي، ثالث رئيس وزراء حُكم البنغال وخامس رئيس وزراء لباكستان.
وُلد كمال حسين في 20 أبريل 1937 في كلكتا. انتقلت عائلته إلى دكا، شرق البنغال في العام 1949 بعد تقسيم الهند البريطانية. التحق حسين بمدرسة القديس غريغوري الثانوية، حيث كان بين زملائه من أصبح لاحقًا الأكاديمي أنيس الزمان. في سن السادسة عشرة، حصل حسين على منحة دراسية لمدة عامين في جامعة نوتر دام في الولايات المتحدة، وحصل على درجة البكالوريوس في الاقتصاد من جامعة نوتر دام، ثم تابع بعد ذلك دراسته وحصل على الماجستير من جامعة ميشيغان. وكان من بين زملاء حسين الأمريكيين ريتشارد في آلين، الذي أصبح فيما بعد مستشار الأمن القومي للرئيس رونالد ريغان. في الولايات المتحدة، انضم حسين إلى رابطة الطلاب الباكستانيين، مع زملائه البنغاليين نور الإسلام وغلام واحد شودهوري. كما كان حسين عضوًا في لجنة قيادة الرابطة التي كان يترأسها منير أحمد خان.
ذكر حسينُ القاضي فضل أكبر باعتباره ملهِمَه في دراسة القانون. وانتقل حسين إلى إنجلترا من الولايات المتحدة في العام 1958، وسافر إلى لندن بالسفينة. في إنجلترا، التقى حسين برحمن سبحان الذي أصبح بروفيسور الاقتصاد فيما بعد. في العام 1959، حصل حسين على درجة البكالوريوس في القانون المدني من جامعة أكسفورد وسُجل كمحامٍ في جمعية لنكولن إن. كما عمل محاميًا في المحكمة العليا في باكستان الشرقية. حصل حسين على درجة الدكتوراه في الفلسفة في القانون الدولي من جامعة أكسفورد في العام 1964، وحملت أطروحته عنوان «سيادة الدولة وميثاق الأمم المتحدة».

## باكستان الشرقية
بدأ حسين عمله في المحاماة لدى شركة أوريجينال (والتي تُعدّ إحدى أقدم مكاتب المحاماة في شبه القارة الهندية، والتي أسست فرعًا لها في البنغال الشرقية خلال خمسينيات القرن العشرين)، ودعاه المحامي أبو الأحمد للانضمام إلى الشركة. في شركة أوريجينال، عمل حسين مع محاميين إنجليزيين والقاضي محمد حسين. بقي حسين في شركة أوريجينال من 1959 حتى 1962، وهي الفترة التي تعرّف فيها على المحامي ورئيس الوزراء السابق حسين شهيد سهروردي، وبقيا على تواصل. خضعت باكستان لحكم العسكر بعد انقلاب العام 1958، وقد روى حسين أنه وسهروردي غالبًا ما كانا ينعطفان بحدّة بسيارتهما في شوارع دكا لتضليل سيارات المخابرات الباكستانية، والتهرّب منها. من خلال معرفته بهروردي، تعرّف حسين على مجيب الرحمن. وذكر حسين أن مجيب الرحمن قد تنبأ بانهيار نظام أيوب خان العسكري في غضون 10 سنوات (وهو ما حدث فعلًا في العام 1969).
دافع حسين عن عبد الحميد خان بهشاني في قضية الأمر بالمثول أمام القضاء. كما كان محاميًا للأخوة رالي الإنجليز، أصحاب الشركات التجارية في ميناء نارايان غانج، وعمل في قضية أفلام تشاندراناث. في العام 1963، بدأ حسين ممارسة مهنة المحاماة بشكل مستقل. ومثّل حسين صحيفة ديلي اتفاق، إحدى كبرى الصحف الصادرة باللغة البنغالية في باكستان الشرقية، عندما حظرتها الحكومة الباكستانية. وطلب رئيس قضاة باكستان الشرقية، بدر الدين أحمد صديقي، من كبير محامي فريق حسين، محمود علي كاسوري، إعطاء الكلمة لحسين في قضية صحيفة ديلي اتفاق، والتزم كاسوري بذلك. حكمت المحكمة لصالح حسين وكاسوري.
في العام 1961، انضم حسين لقسم العلاقات الدولية بجامعة دكا محاضرًا بدوام جزئي، ثم درّس فيها القانون الدولي فيما بعد. استمرت مسيرة حسين الأكاديمية في الجامعة حتى العام 1969، وكان من أشد مناصري حركة النقاط الست.